# Le Juiice
Le Juiice, de son vrai nom Joyce Okou, née le 5 février 1993 à Boissy-Saint-Léger, est une rappeuse et entrepreneuse française d’origine ivoirienne. 

## Biographie
Après plusieurs apparitions sur Planète Rap, Couvre-feu (OKLM Radio), BET Cypher ou de nouveau Rentre dans le cercle, ainsi que des collaborations avec d’autres noms de la scène rap française comme Jok'Air, elle lance son propre label Trap House fin 2019. 
En février 2020 sort son premier projet, l’EP Trap Mama, production indépendante achevant de marquer son entrée dans le milieu. 
Une de ses collaborations les plus marquantes sortie en septembre 2020, intitulée O NONO , avec la rappeuse martiniquaise Meryl dont elle est proche, témoigne de son attachement à mettre en avant la culture africaine dérivant de ses origines ivoiriennes. 
En octobre 2020 à l’occasion de la présentation de la collection Printemps 2021 lors de la Fashion Week de Paris, elle défile pour la marque parisienne XULY.Bët de Lamine Badian Kouyaté.
Elle clôt ensuite l'année 2020 avec l'EP JEUNE CEO, qui accueille aussi des collaborations avec le rappeur Stavo du collectif 13 Block, ou encore Jok'Air avec qui elle collabore régulièrement. 
Aux côtés de Chilla, Davinhor, Vicky R et Bianca Costa, elle participe à l'automne 2021 au documentaire Reines : pour l'amour du rap, réalisé par Guillaume Genton et produit par Canal +. Le titre inédit AHOO voit le jour à la suite de la collaboration des cinq rappeuses lors du documentaire.

## Discographie

### EP
- 2024 : Stockton to Paris

### Singles
- 2018 - Wells Fargo
- 2019 - No Cap
- 2019 - Clean
- 2019 - Phoenix
- 2020 - Shoot
- 2020 - Drip
- 2020 - Matin
- 2020 - Midi
- 2020 - Soir
- 2020 - O NONO (feat. Meryl)
- 2020 - Jeune CEO
- 2022 - Iconique
- 2022 - Jusqu'à la mort
- 2022 - BIIG (feat. 26 Keuss)

### Collaborations
- 2019 - Le Juiice - Mea Culpa (Album Guêpier)
- 2019 - John Dess feat. Le Juiice - Ice
- 2019 - Jok'Air feat. Le Juiice - Mille-feuilles
- 2020 - Bilzo feat. Le Juiice & Mucho Dinero - Je sais
- 2020 - Widgunz feat. Le Juiice, LM & Lesky- Turn Up
- 2020 - Six feat. Le Juiice - V2ma
- 2020 - Le Juiice feat. Meryl - O NONO
- 2020 - Jok'Air feat. Le Juiice - Bonne Bonne
- 2022 - TATALIA TV feat. Le Juiice - 24/24
- 2022 - Himra feat. Le Juiice - Ghanos
- 2022 - 26 Keuss feat. Le Juiice - BIIG
- 2022 - IGO feat. Le Juiice - Maison Margiela